# فرخنده فرمانی‌زاده
فرخنده فرمانی‌زاده (زاده ۱۴ اسفند ۱۳۲۹ در قائمشهر) بازیگر اهل ایران است.

## فیلم‌شناسی

### سینمایی
1. پری‌سا (۱۳۹۶)
2. دم‌سرخ‌ها (۱۳۹۶)
3. قاتل اهلی (۱۳۹۶)
4. چهارشنبه (۱۳۹۴)
5. کوچه بی‌نام (۱۳۹۳)
6. پل خواب (۱۳۹۳)
7. متل قو (۱۳۹۱)
8. روز روشن (۱۳۹۱)
9. آلزایمر (۱۳۸۹)
10. پاتو زمین نذار (۱۳۸۷)
11. کلانتری غیرانتفاعی (۱۳۸۷)
12. وقتی همه خوابیم (۱۳۸۷)
13. مجنون لیلی (۱۳۸۶)
14. همیشه پای یک زن در میان است (۱۳۸۶)
15. چشمان سیاه (۱۳۸۱)
16. نگین (۱۳۸۰)
17. زندان زنان (۱۳۷۹)

### مجموعه تلویزیونی
1. چرخ گردون(۱۴۰۲) شبکه دو
2. زن زندگی مرد زندگی(۱۴۰۰) شبکه پنج
3. عمه خانم(۱۴۰۰)شبکه گلستان
4. صفر بیست و یک(۱۳۹۹) بازیگر مهمان
5. ایستگاه سلام (۱۳۹۹) شبکه یک
6. پدر پسری (۱۳۹۹) شبکه پنج
7. فوق لیسانسه‌ها (۱۳۹۸) شبکه سه
8. دنگ و فنگ روزگار (۱۳۹۸) شبکه یک
9. در کنار هم (۱۳۹۷) شبکه دو
10. بچه مهندس (۱۳۹۷) شبکه دو
11. لیسانسه‌ها ۲ (۱۳۹۶) شبکه سه
12. لژیونر (۱۳۹۶) شبکه پنج
13. لیسانسه‌ها ۱ (۱۳۹۵) شبکه سه
14. معمای شاه (۱۳۹۴) شبکه یک
15. کیمیا (۱۳۹۴) شبکه دو
16. درحاشیه (۱۳۹۴) شبکه سه
17. خط (۱۳۹۳) شبکه سه
18. پژمان (۱۳۹۱) شبکه سه
19. چمدان (۱۳۹۱) شبکه دو
20. میوه ممنوعه (۱۳۸۶) شبکه دو
21. پول کثیف (۱۳۸۵) شبکه پنج
22. او یک فرشته بود (۱۳۸۴) شبکه دو
23. غریبانه (۱۳۸۳) شبکه پنج
24. کمربندها را ببندیم (۱۳۸۳) شبکه سه
25. وکیل (۱۳۷۹) شبکه پنج
26. داستان یک شهر (۱۳۷۷) شبکه پنج
27. کت جادویی (۱۳۷۷) شبکه سه

### نمایش خانگی
1. خواب‌زده (۱۳۹۸)
2. سال‌های دور از خانه (۱۳۹۷)
3. شاهگوش(۱۳۹۲)